# Wülknitz (Köthen)
Wülknitz ist eine Ortschaft der Stadt Köthen (Anhalt) im Landkreis Anhalt-Bitterfeld in Sachsen-Anhalt, (Deutschland).

## Geografie
Die Ortschaft Wülknitz bildet sich durch die Ortsteile Großwülknitz und Kleinwülknitz.

## Geschichte
Die erste urkundliche Erwähnung von Wülknitz stammt aus dem Jahr 1149. Damals besaß das Kloster Nienburg hier eine vom Kaiser Otto II. geschenkte Hufe. Die Nennung bezieht sich auf das heutige Großwülknitz.
Am 20. Juli 1950 wurden die bis dahin eigenständigen Gemeinden Großwülknitz und Kleinwülknitz zur neuen Gemeinde Wülknitz zusammengeschlossen.
Am 1. April 2004 wurde Wülknitz nach Köthen (Anhalt) eingemeindet.

### Großwülknitz
1274 wurde eine Kirche erwähnt, über die Graf Siegfried I. von Anhalt das Patronatsrecht hatte. Im 14. Jahrhundert gehörten zur Ortschaft mindestens 26 Hufen, da diese Zahl von Hufen Abgaben an die Magdeburger Dompropstei leisten mussten. 1641 wurde 494 Taler Kriegsschaden für das Dorf festgestellt, hinzu kamen 822 Taler Schaden für die Rittergutsbesitzer von Hanfftengel.

### Kleinwülknitz

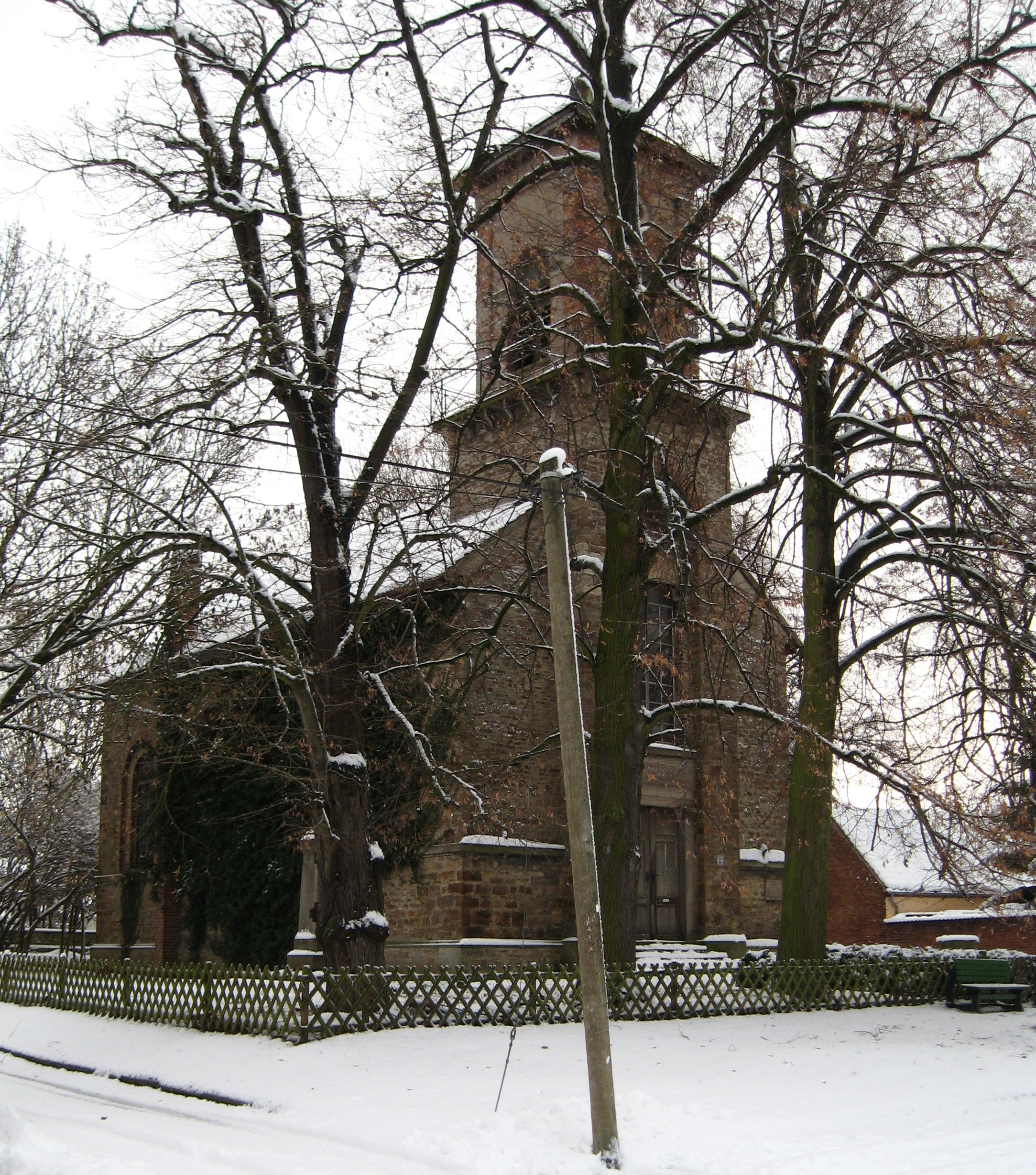
Kirche in Kleinwülknitz

Die Kirche in Kleinwülknitz wurde 1318 von einer Tochterkirche Großwülknitz' zu einer selbständigen Pfarrkirche. Im 14. Jahrhundert mussten 31 Hufen Abgaben an die Magdeburger Dompropstei leisten. Als Kriegsschaden wurden 1641 für die Adelsfamilie von Rath 1.625 oder 1.925 Taler veranschlagt. 1831 wurde die vorherige Kirche abgerissen und 1833/34 eine neue errichtet.

## Politik
Ortsbürgermeisterin ist Karin Krietsch (Stand 2012).

## Verkehr
Kleinwülknitz wird im Norden von der Landesstraße 148 (L 148) begrenzt. Im Osten des Dorfes verläuft als Köthener Straße die L 145, die in östlicher Richtung nach Köthen führt. In südlicher Richtung führt die L 145 durch Großwülknitz.
Die Ortschaft verfügt über eine Linienbusverbindung nach Köthen.

## Kultur und Sehenswürdigkeiten

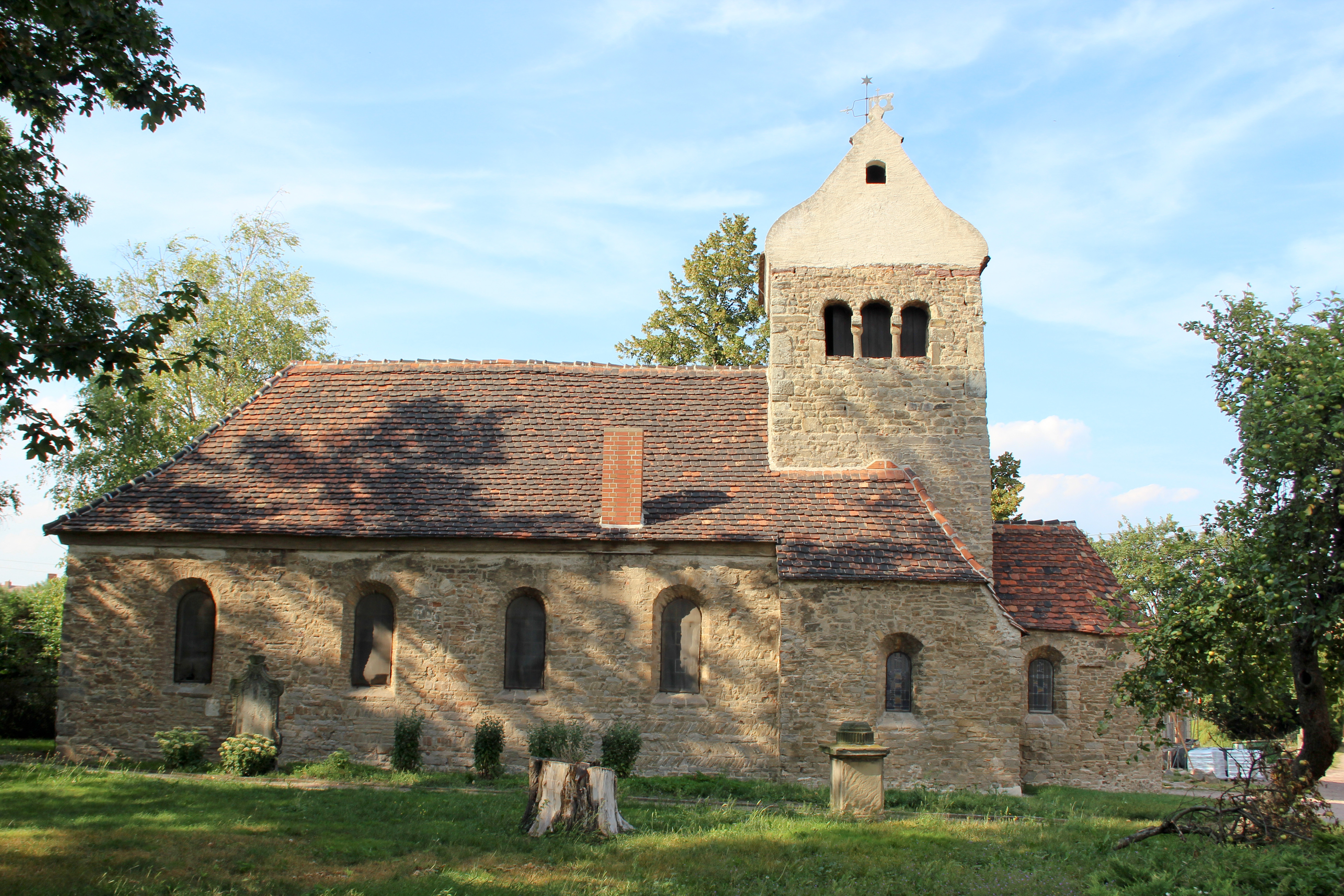
Kirche in Großwülknitz

Die Kirche in Großwülknitz stammt aus dem 12. Jahrhundert und ist damit die älteste Kirche im Stadtgebiet Köthen. Die Schleifladenorgel wurde 1899 von G. Pfanneberg gebaut und 2006 restauriert. Die Turmuhr stammt aus dem Jahr 1877 und wurde von dem Unternehmen J. F. Weule hergestellt. Bis Ende 2012 funktionierte die Uhr rein mechanisch. Ein Defekt brachte die Uhr zum Stehen, es ist geplant, die Uhr mit einem elektrischen Antrieb zu versehen.
Die Kirche in Kleinwülknitz stammt aus dem 19. Jahrhundert.
Zur Förderung des Kulturlebens wurde 2002 der Kulturscheune Wülknitz e. V. gegründet. Weiterhin gibt es den Wülknitzer Sportverein Köthen 05 und den Kulturverein Wülknitz.

## Söhne und Töchter der Ortschaft
- Gisela Agnes von Rath (1669–1740), Fürstin von Anhalt-Köthen
- Wilhelm von Rath (ca. 1585–1641), Offizier